# 페테르스주름입술박쥐
페테르스주름입술박쥐(Mormopterus jugularis)는 큰귀박쥐과(자유꼬리박쥐류)에 속하는 박쥐의 일종이다. 마다가스카르섬의 토착종으로 널리 분포하며, 일부 지역에서 풍부하다. 인공 건축물에서 흔하게 발견되며, 다른 자유꼬리박쥐류 종들과 함께 무리를 이루기도 한다. 앞이 트인 지역, 보통 농경지에서 먹이를 구한다. 암수가 성적이형성을 보이며, 수컷이 암컷보다 크다.